# Historické zemské okresy v Německu
Toto je seznam historických zemských okresů v Německu. V němčině jsou tyto okresy označovány jako (Landkreis) nebo jen (Kreis).

## Historický přehled
Historický přehled nese označení pro zemské okresy (Landkreis) v zemích Německé říše z roku 1938.
| Země                      | Označení            | Poznámky |
| ------------------------- | ------------------- | --- |
| Anhaltsko                 | zemský okres        | |
| Bádensko                  | úřední okrsek       | Sedm městských obvodů náleželo ke stejnojmenným úředním okrskům, město Baden-Baden k úřednímu okrsku Rastatt. Neměla vlastní statut samostatného okresu. |
| Bavorsko                  | okresní úřad        | |
| Brunšvicko (Braunschweig) | okres               | Město Braunschweig (Brunšvik) tvořilo městský obvod, který náležel k okresu Braunschweig. |
| Brémy                     | zemský okres        | |
| Hamburk                   | –                   | Pro tuto správní úroveň užívalo označení Landesherrenschaft (zeměpanství). Poslední z nich bylo zrušeno v roce 1938. |
| Hesensko                  | okres               | |
| Lippe                     | okres               | |
| Meklenbursko              | okres               | |
| Oldenbursko               | úřad                | |
| Prusko                    | zemský okres        | Nadřazený pojem pro všechny městské a zemské okresy je okres. |
| Sársko                    | zemský okres        | Nadřazený pojem pro všechny městské a zemské okresy je okres. |
| Sasko                     | správní hejtmanství | |
| Schaumburg-Lippe          | okres               | |
| Durynsko                  | zemský okres        | |
| Württembersko             | okres               | Do roku 1934 se pro tuto správní úroveň užívalo označení vrchní úřad (Oberamt). Vrchní úřad ve Stuttgartu se označoval jako Amtsoberamt (správní vrchní úřad). Sedm městských obvodů náleželo ke stejnojmenným okresům, město Schwenningen k okresu Rottweil. Neměla vlastní statut samostatného okresu. |